# Mioes
Mioes (Oekraïens: Міус, Russisch: Миус) is een rivier in Oost-Oekraïne met een lengte van 258 km. De rivier ontspringt in het Donetsplateau. De rivier is de grens tussen de oblast Donetsk en de oblast Loehansk. Er zijn meerdere stuwmeren in de Mioes aangelegd voor drinkwatervoorziening in de regio. De rivier mondt uit in de Mioes-liman (liggend aan de Zee van Azov) bij de plaats Taganrog.
- Nationale Bibliotheek van Tsjechië: ge1156407
- Virtual International Authority File: 280436901